# فالکن‌اشتاین، زاکسن-آنهالت
شهر فالکن‌اشتاین/هارز در ایالت زاکسن-آنهالت در کشور آلمان واقع شده است.